# جرج بیکر (بازیگر)
جرج بیکر (به انگلیسی: George Baker) (زاده ۱ آوریل ۱۹۳۱- درگذشته ۷ اکتبر ۲۰۱۱) بازیگرانگلیسی بود.
از فیلم‌های معروف او می‌توان به بازی در فیلم جاسوسی که دوستم داشت، برای ملکه و کشور اشاره کرد.